# Lophoptera argenteocoerulea
Lophoptera argenteocoerulea är en fjärilsart som beskrevs av Embrik Strand 1917. Lophoptera argenteocoerulea ingår i släktet Lophoptera och familjen nattflyn. Inga underarter finns listade i Catalogue of Life.